# Hermann Detzner
Hermann Philipp Detzner (16 octobre 1882 – 1er décembre 1970) est un officier des forces de sécurité coloniales (Schutztruppe) au Cameroun et en Nouvelle-Guinée allemande.
Il est le dernier soldat allemand à se rendre le 5 janvier 1919, après la fin officielle de la Première Guerre mondiale; et la prise de contrôle de la Nouvelle-Guinée par la Force expéditionnaire terrestre et navale australienne.
Il fait un récit de son aventure dans son ouvrage contesté Mœurs et coutumes des Papous. Quatre ans chez les cannibales de Nouvelle-Guinée, 1914-1918 (1921, traduit en français en 1935 par les éditions Payot).